# مات روبسون
مات روبسون (بالإنجليزية: Matt Robson)‏ هو محامي وسياسي نيوزلندي، ولد في 5 يناير 1950 في أستراليا. حزبياً، نشط في حزب العمال النيوزيلندي. وقد انتخب وزير الإصلاحيات ‏ (1999 – 2002) وانتخب عضو مجلس النواب نيوزيلندا.